# Vogelreuthbach
Der Vogelreuthbach ist ein linker Zufluss des Feilebachs im Vogtlandkreis im Freistaat Sachsen.

## Details
Der Vogelreuthbach gehört zum Flusssystem der Elbe. Er entspringt in der Nähe des Weischlitzer Ortsteils Heinersgrün und mündet in der Gemeinde Triebel mit einer Mündungshöhe von 458 m in den Feilebach. Der Bach mit einer Länge von rund 1,8 km fließt als Wald- und Wiesenbach nicht entlang von Wegen oder Straßen. Die Mündung befindet sich an der B 173 rund 200 m vor dem Vorbecken Ramoldsreuth Süd der Talsperre Dröda.